# Carlos Saboga
Carlos Alberto Mendes Saboga (Figueira da Foz, 17 de dezembro de 1936) é um argumentista e realizador português.

## Biografia
Nascido e criado na Figueira da Foz, na década de 1960 partiu de Portugal para França, para escapar da ditadura salazarista. Após viver em Itália e na Argélia, Saboga estabeleceu-se em Paris, onde tornou-se tradutor, jornalista, crítico de cinema e assistente de realização. Seu primeiro trabalho como argumentista foi em 1969, no filme Il sasso in bocca do realizador italiano Giuseppe Ferrara, mas seu nome não foi creditado. Em 1984, escreveu o argumento do filme O Lugar do Morto, junto com o realizador António-Pedro Vasconcelos, cuja obra recebeu grande êxito nas bilheteiras do cinema português.
Em 2012, Saboga realizou seu primeiro filme, Photo, com a produção de Paulo Branco, onde foi nomeado na categoria de melhor argumento do Prémio Autores de 2014 pela Sociedade Portuguesa de Autores. Em 2021, nessa mesma categoria, acabou mesmo por vencer o Prémio Autores com o filme Ordem Moral.

## Filmografia

### Como argumentista
| Ano  | Filme                                                                            | Notas         |
| ---- | -------------------------------------------------------------------------------- | ------------- |
| 1969 | Il sasso in bocca                                                                | Não creditado |
| 1970 | L'asino d'oro: processo per fatti strani contro Lucius Apuleius cittadino romano | Não creditado |
| 1984 | O Lugar do Morto                                                                 |               |
| 1988 | Matar Saudades                                                                   |               |
| 1990 | O Resgate                                                                        |               |
| 1991 | Retrato de Família                                                               |               |
| 1992 | Aqui D'El Rei!                                                                   |               |
| 1992 | Adeus Princesa                                                                   |               |
| 1999 | Jaime                                                                            |               |
| 2004 | O Milagre Segundo Salomé                                                         |               |
| 2008 | Um Amor de Perdição                                                              |               |
| 2010 | Mistérios de Lisboa                                                              |               |
| 2012 | Linhas de Wellington                                                             |               |

### Como realizador
| Ano  | Filme              | Notas               |
| ---- | ------------------ | ------------------- |
| 2012 | Photo              | Primeira realização |
| 2015 | A Uma Hora Incerta |                     |

## Prémios e nomeações
| Ano  | Prémio                                     | Categoria                 | Obra                 | Resultado | Ref.          |
| ---- | ------------------------------------------ | ------------------------- | -------------------- | --------- | ------------- |
| 2011 | 2º Prémio Autores                          | Melhor Argumento          | Mistérios de Lisboa  | Venceu    | [ 10 ] [ 11 ] |
| 2012 | Prémios da International Cinephile Society | Melhor Argumento Adaptado | Mistérios de Lisboa  | Venceu    | [ 12 ] [ 13 ] |
| 2013 | 1º Prémios Sophia                          | Melhor Argumento Original | Linhas de Wellington | Venceu    | [ 14 ]        |
| 2013 | 4º Prémio Autores                          | Melhor Argumento          | Linhas de Wellington | Venceu    | [ 15 ]        |
| 2014 | 5º Prémio Autores                          | Melhor Programa de Ficção | Linhas de Torres     | Venceu    | [ 7 ] [ 16 ]  |
| 2014 | 5º Prémio Autores                          | Melhor Argumento          | Photo                | Indicado  | [ 7 ] [ 16 ]  |